# Alfredo Vicente Scherer
Alfredo Vicente Scherer (Bom Princípio, 5 de fevereiro de 1903 – Porto Alegre, 8 de março de 1996) foi um cardeal brasileiro.

## Vida
Nasceu na localidade de Santa Teresinha, distrito de Bom Princípio, no estado do Rio Grande do Sul. Era o décimo segundo filho de Pedro Scherer e de Ana Oppermann Scherer.
Em 1914 ingressou no Seminário Menor em São Leopoldo. Concluiu o curso secundário nas disciplinas gerais. Preparou sua entrada no Seminário Maior. Estudou Filosofia com os expoentes da Companhia de Jesus, conquistando o primeiro lugar em todas as disciplinas.
Em dezembro de 1924, iniciou os estudos teológicos na Pontifícia Universidade Gregoriana de Roma, que completou no mês de julho de 1927.

### Presbiterato
Em 3 de abril de 1926, na Arquibasílica de São João de Latrão, recebeu a ordenação sacerdotal das mãos do Cardeal Basilio Pompilj. Retornando de Roma, foi nomeado secretário particular de Dom João Batista Becker, aos 31 de janeiro de 1928. Em 8 de outubro de 1930, acompanhou as forças revolucionárias gaúchas ao Rio de Janeiro como capelão militar.
Em 29 de janeiro de 1934 foi nomeado cooperador da paróquia de Guaíba, dirigida por seu irmão o cônego Estanislao Scherer, também organizou as paróquias de Tapes e Barra do Ribeiro. Em 15 de março de 1935 assumiu o cargo de vigário da paróquia São Geraldo, então Bairro Operário de Porto Alegre.

### Episcopado
Em 1 de junho de 1946, o Papa Pio XII o nomeou bispo titular de Hemeria e auxiliar do arcebispo Dom João Batista Becker que, idoso e doente, morreu antes da sagração do cônego Vicente Scherer.
No dia 30 de dezembro de 1946, foi elevado à dignidade de Arcebispo de Porto Alegre, cargo que ocupou durante 35 anos. Em 23 de fevereiro de 1947, na igreja São Geraldo, Dom Carlo Chiarlo, Núncio Apostólico no Brasil, lhe conferiu a ordenação episcopal, juntamente com os co-ordenantes: Dom José Baréa e Dom José Newton de Almeida Baptista. Na tarde do mesmo dia, na cripta da Catedral, o investiu nas funções de arcebispo de Porto Alegre. Escreveu uma Carta Pastoral (a única do seu episcopado) com o título: A Restauração Social - O V° Congresso Eucarístico Nacional, com 50 páginas.
Eleito pela Assembleia Geral do Episcopado Brasileiro, Dom Vicente tomou parte no Sínodo de 1971 como delegado da Conferência Nacional dos Bispos do Brasil, a CNBB.
Em 31 de dezembro de 1979, sofre um atentado que repercutiu em todo Brasil e no mundo. Quando dois assaltantes o atacaram, espancaram e esfaquearam, o abandonando numa estrada da zona sul de Porto Alegre. Em 16 de setembro de 1981, tem a sua renúncia aceita pela Santa Sé, como Arcebispo de Porto Alegre. Em 6 de dezembro do mesmo ano passou o governo da Arquidiocese ao seu sucessor, Dom João Cláudio Colling. Nesta ocasião entrevistado por um repórter de televisão disse:
| “ | Eu me sinto como um cardeal saindo da gaiola! | ” |

Às 23h57mim do dia 8 de março de 1996, no Hospital Divina Providência, em Porto Alegre, aos 93 anos, morreu Dom Alfredo Vicente Cardeal Scherer. Seu corpo encontra-se sepultado na Catedral Metropolitana de Porto Alegre.

## Realizações arquidiocesanas

### Vocações sacerdotais
Constitui os Seminários Menores de Bom Princípio, em 1948 e de Arroio do Meio, e foi à alma da edificação e da organização do Seminário Maior Nossa Senhora da Conceição de Viamão, em 1954.
Desenvolveu com carinho a obra das Vocações Sacerdotais e, apesar do desmembramento da Diocese de Santa Cruz do Sul e de outras alterações de limites diocesanos, compreendendo zonas vocacionalmente muito abençoadas, em 1971 se matricularam 45 teólogos e filósofos em Viamão, 134 seminaristas em Gravataí (3ª a 7ª séries) e 120 em Bom Princípio (1° e 2° anos). Também fundou o Instituto de Teologia da Pontifícia Universidade Católica do Rio Grande do Sul, a PUCRS.
Sagrou 15 bispos, ordenou 493 sacerdotes e fundou 105 paróquias.

### Sociedade Fraterno Auxílio
Dom Vicente Scherer, foi o primeiro bispo do Brasil a organizar a previdência social do clero, instituindo, em 28 de fevereiro de 1961, a Sociedade Fraterno Auxílio, destinada a proporcionar assistência aos sacerdotes diocesanos, que lhe sejam associados, inválidos por enfermidades ou velhice. Os associados têm direito a assistência médica, farmacêutica e hospitalar completa.

### Ação social
Construiu e organizou, em Viamão, o Lar de Menores, para recuperação de menores transviados. Criou em 1 de janeiro de 1957 o secretariado de Ação Social da Arquidiocese de Porto Alegre. Erigiu a Escola Rural Estrela da Manhã, para formação de professores rurais.
No seu governo e sob seus auspícios nasceu e atuou diante da Frente Agrária Gaúcha, movimento de agricultores cristãos que fundou e incrementou o sindicalismo rural do Rio Grande do Sul, na época com mais de 400 mil membros associados em 225 sindicatos de pequenas propriedades e assalariados rurais.
Incentivou a aquisição e ampliação da Casa Marta e Maria que a Ação Católica da Arquidiocese de Porto Alegre destinou a retiros espirituais e a cursos de formação de líderes cristãos.
Reformou o prédio do antigo seminário, adaptando-o as suas funções de residência episcopal e sede da Cúria Metropolitana de Porto Alegre.

### Vila Betânia
A Vila Betânia teve a princípio o nome de Aracelli, e era reservada para descanso dos sacerdotes da Arquidiocese de Porto Alegre. Em 31 de julho de 1948, Dom Vicente Scherer, com Mons. Elio Pereira e Côn. Cláudio Colling, adquiriram um prédio e mais terreno, para um local de retiros espirituais. A abertura oficial foi por ocasião do V Congresso Eucarístico Nacional de Porto Alegre, a 27 de outubro de 1948. Em 27 de abril foi inaugurada na mata de propriedade da Vila Betânia uma gruta de Nossa Senhora de Lourdes.

### Centro de Pastoral
O primeiro Centro de Pastoral da Arquidiocese de Porto Alegre foi inaugurado pelo Cardeal Vicente Scherer, em 4 de outubro de 1973, localizado na época, na avenida Alberto Bins, nos números 1010, 1014, 1016 e 1020, no centro de Porto Alegre.

### Conselho Arquidiocesano de Leigos
O conselho arquidiocesano de leigos, foi criado no dia 24 de novembro de 1979. O conselho era constituído por presidentes de movimentos e associações de leigos; por membros eleitos pelas áreas de pastoral e por membros nomeados, representativos dos diversos meios ou associações de classes.

### Projeto Catedral
Em 23 de fevereiro de 1947, Dom Vicente Scherer assume o cargo de Arcebispo de Porto Alegre e deu novo impulso as obras da Catedral de Porto Alegre. Em 24 de outubro de 1948, por ocasião do V Congresso Eucarístico Nacional realizado em Porto Alegre, Dom Vicente inaugurou provisoriamente a Catedral e transferiu as celebrações das funções litúrgicas da cripta para o recinto superior.
Em 30 de maio de 1971, em missa celebrada pelo Cardeal Scherer, foram inauguradas simbolicamente as duas torres.
Em 26 de março de 1972, o bicentenário da Paróquia de Nossa Senhora Mãe de Deus, o jubileu de sagração e de investidura de Dom Vicente Scherer, nas funções de Arcebispo Metropolitano e o bicentenário da fundação de Porto Alegre foram comemorados no recinto da nova Catedral, já com a cúpula concluída. E em 1987 houve a inauguração solene da Catedral Metropolitana de Porto Alegre.

## Realizações em plano estadual

### Voz do Pastor
Desde sua sagração em 1947, Dom Vicente foi fiel ao lema Evangelizare misit me, que caracterizou o seu episcopado por intensa atividade pelos meios de comunicação social e seus pronunciamentos por intensa atividade pelos meios de comunicação social e seus pronunciamentos marcaram a presença da Igreja em momentos delicados e sobre problemas palpitantes da vida nacional, como liberdade de ensino, reformas sociais, ideologias extremistas e outros temas.
A partir de 5 de junho de 1961, sem falhar uma semana, proferiu todas as segundas-feiras, na Rádio Difusora, a Voz do Pastor. Aquela forma moderna de evangelização assumiu relevância extraordinária e alcançou repercussão nacional, quando nas terças-feiras, sua mensagem era difundida pelos principais jornais de Porto Alegre e, resumidamente, em importantes órgãos de imprensa do Rio de Janeiro e de São Paulo. Foram no total: 1095 alocuções.

### Pontifícia Universidade Católica do Rio Grande do Sul
A partir de 1947, Dom Vicente Scherer abraçou a causa das Faculdades Livres, em Porto Alegre, para conseguir a equiparação de universidade. Em 9 de novembro de 1948, o arcebispo passou a ser chanceler da Universidade Católica de Porto Alegre.
Em 1 de novembro de 1950, recebeu da Santa Sé, o título de Pontifícia, passando então, a sua denominação atual. No dia 7 de março de 1951 foi instalada a Pontifícia Universidade Católica do Rio Grande do Sul, em sessão solene presidida pelo Dom Jaime de Barros Cardeal Câmara, Arcebispo do Rio de Janeiro.
No dia 1 de dezembro de 1981, Dom Vicente Scherer recebeu o título de Doutor Honoris Causa, pelo Instituto de Filosofia e Ciências Humanas da PUCRS.

### Pastoral Orgânica
Sob a orientação do Arcebispo Dom Vicente Scherer, que procurou responder às necessidades pastorais da Igreja em sua época, foi criada a Pastoral Orgânica. Nos áureos tempos da Ação Católica, tanto geral, quanto especializada, os movimentos apostólicos de leigos atingiram pujança impressionante, e quando o Concílio Vaticano II abriu horizontes novos para o apostolado, Dom Vicente logo se empenhou na aplicação concreta de seus textos. À luz do concílio, nasceram o Conselho de Presbíteros, o Conselho de Pastoral e o Secretariado de Pastoral. Dom Vicente convocou o Sínodo do Povo de Deus, no início da década de 1970.

## Realizações em plano nacional e internacional
Dom Vicente participou desde a sua fundação da Comissão Central da Conferência Nacional dos Bispos do Brasil, a CNBB; tendo dirigido o Secretariado Nacional do Apostolado dos Leigos, ocupou o cargo de vice-presidente e interinamente o de presidente.
Designado membro da Comissão de Doutrina para a Fé e os costumes que trabalhou na preparação de alguns dos mais importantes esquemas do Concílio Vaticano II, foi confirmado na mesma, por eleição dos padres conciliares, aos 16 de outubro de 1962, tendo assistido a quase todas as suas reuniões.
Durante as sessões do Concílio Vaticano II, o Cardeal Scherer, fez também parte das subcomissões, respectivamente para a revisão da Constituição dogmática Lumen Gentium e da Constituição pastoral Gaudium et Spes. No 1° Sínodo dos Bispos em 1967, foi o único representante latino-americano escolhido diretamente pelo Santo Padre, o Papa Paulo VI.
Aos 15 de fevereiro de 1968, o Papa Paulo VI o nomeou membro da Congregação para os Bispos, e desde 10 de maio de 1969 passou a integrar, também a Congregação para a Evangelização dos Povos. Eleito pela Assembleia Geral da CNBB, tomou parte nos Sínodos de: 1967, (o primeiro sínodo); 1971 e 1974 como delegado da Conferência Nacional dos Bispos do Brasil.
Participou da Segunda e Terceira Conferência do Episcopado Latino-americano, em Medellín, 1968 e Puebla, 1979.

## Santa Casa de Misericórdia de Porto Alegre

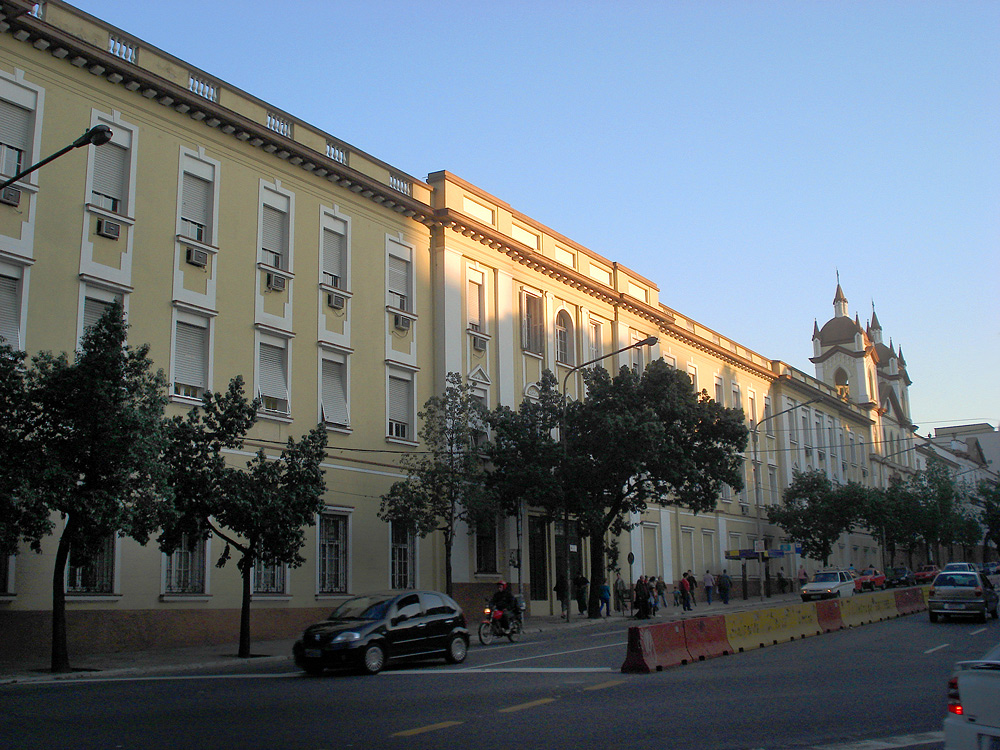
Santa Casa de Misericórdia de Porto Alegre.

No mesmo mês que transmitiu o cargo do governo da Arquidiocese de Porto Alegre, cedendo a inúmeros convites e apelos, Dom Vicente Scherer aceitou assumir a direção da Santa Casa de Misericórdia de Porto Alegre que se encontrava em difícil situação financeira e funcional. A posse realizou-se em 1 de janeiro de 1982. Dom Vicente, como provedor encaminhou com a colaboração do governo do estado e de uma equipe de administradores as soluções que levaram a Santa Casa a vencer a maior crise de sua história.
No início de sua trajetória na transformação da Santa Casa, diversas pessoas se incorporaram aquele grande desafio, destacamos: João Polanczyk, Olímpio Dalmagro, Jaques Bacaltchuk e José Sperb Sanseverino.
As necessidades do complexo hospitalar eram infinitas. Não havia alimentação adequada, medicamentos, roupas, higiene, e muito menos equipamentos. Havia, no entanto, o fundamental entre os médicos, enfermeiros, funcionários de diversas áreas que, assim como seu provedor; acreditavam na instituição.
No dia 20 de dezembro de 2001 foi inaugurado no Complexo Hospitalar da Santa Casa, o Hospital Dom Vicente Scherer, uma homenagem ao cardeal arcebispo que foi um personagem importante daquele complexo hospitalar de Porto Alegre.

## Cardinalato

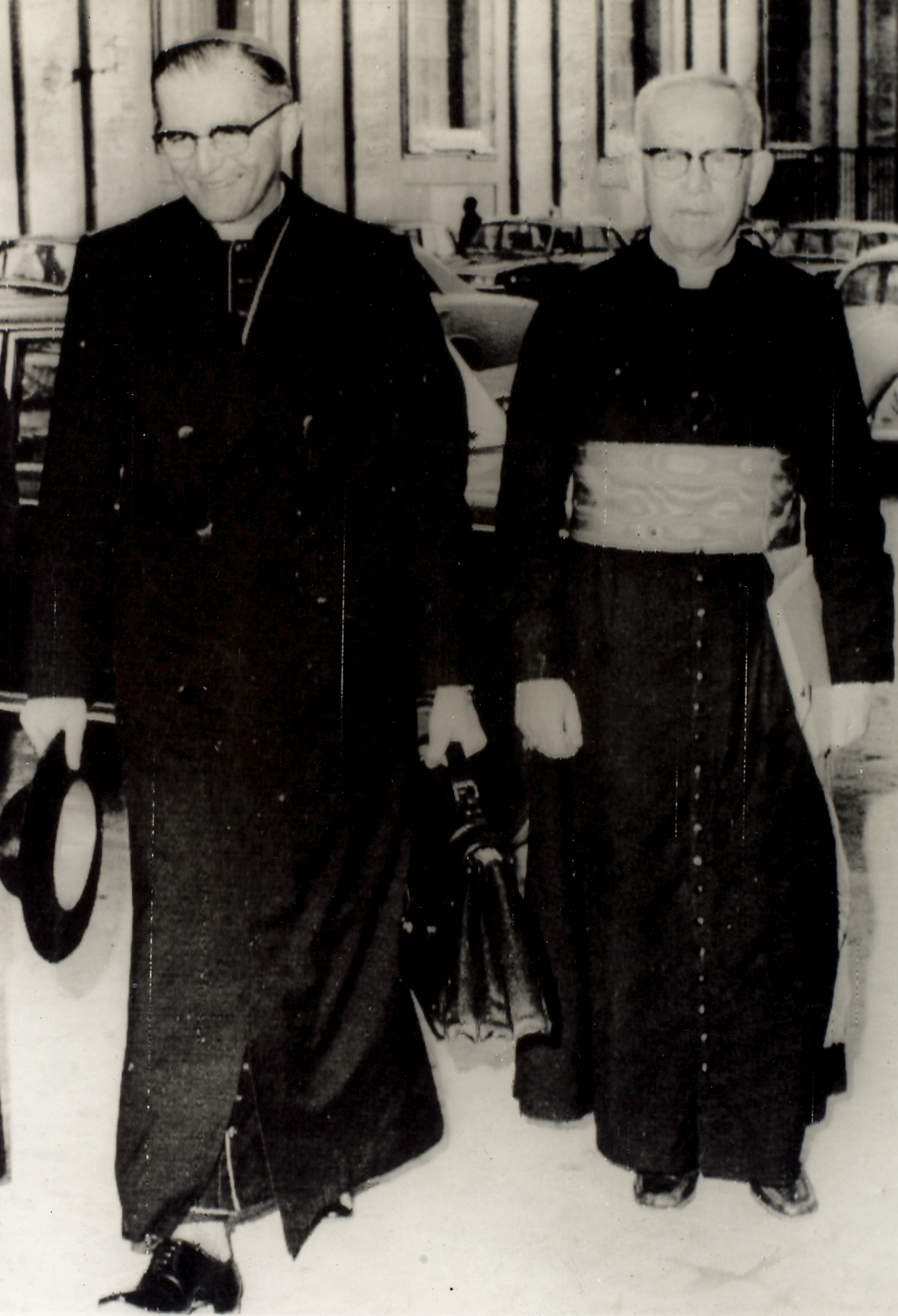
Alfredo Vicente Scherer e Eugênio Sales.

No dia 27 de março de 1969 chegou o seguinte telegrama à Cúria Metropolitana: "Cras ephemerides patefacient Summi Pontificis animam te in supremum Ecclesiae Senatum kalendis maii cooptandi. Sebastiano Baggio - Núncio". ("Amanhã a imprensa publicará que a benevolência do Sumo Pontífice te escolheu para integrar, a primeiro de maio, o supremo senado da Igreja").
Em 28 de março de 1969 foi designado para o Colégio dos Cardeais, tendo recebido o Barrete Cardinalício no Consistório semi-público de 29 de abril, como cardeal-presbítero com a sede titular de Nossa Senhora de La Salette, das mãos do Papa Paulo VI, que também lhe entregou o anel cardinalício na solene missa concelebrada em 1 de maio do mesmo ano.

## Brasão e Lema

Brasão Cardinalício do Cardeal Vicente Scherer.

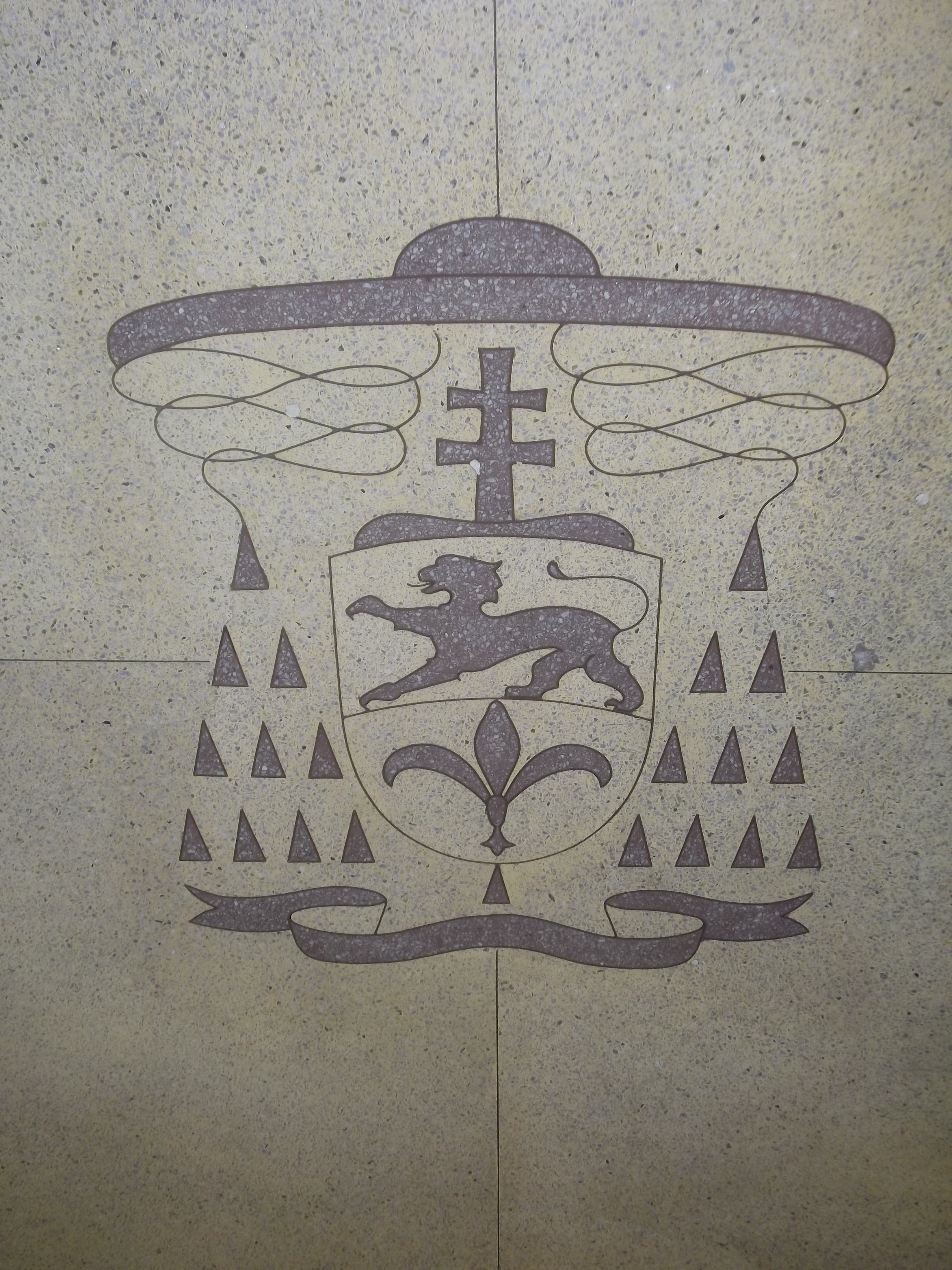
Brasão arquiepiscopal de D. Vicente Scherer.

Dom Vicente ao longo de seu episcopado teve dois Brasões. O primeiro, desde a sua ordenação até o cardinalato; e o segundo, o brasão cardinalício. O lema sempre foi o mesmo.
Descrição: Escudo eclesiástico, cortado: o 1°  de blau com uma palma e um ramo de oliveira cruzados, ambos de argente, sobrepostos por uma coroa real de jalde com suas pedras preciosas; o 2° partido de argente e goles, com três rosas colocadas duas e uma, sendo a primeira de goles, a segunda de argente e a terceira intercambada. O escudo, assente em tarja branca, na qual se encaixa o pálio branco com cruzetas de sable. O conjunto pousado sobre uma cruz trevolada, de dois traços, de ouro. O todo encimado pelo chapéu eclesiástico com seus cordões em cada flanco, terminados por quinze borlas cada um, postas: 1, 2, 3, 4 e 5, tudo de vermelho. Brocante sob a ponta da cruz um listel de argente com a legenda: EVANGELIZARE  MISIT  ME, em letras de sable.
Interpretação: O escudo obedece as regras heráldicas para os eclesiásticos. O 1º campo, de blau (azul): significa: justiça, serenidade, fortaleza, boa fama e nobreza. A coroa real simboliza o Reino de Cristo, Rei do Universo, e sendo de jalde simboliza: nobreza, autoridade, premência, generosidade, ardor e descortínio. A este Reino se chega através do "martírio", de sangue ou de espírito, cujo símbolo é a palma, que ocupa aqui o lugar de honra (banda), sendo que a palma indica que o apostolado tem a vitória assegurada pela promessa e a presença de Cristo; e o desejado fruto desse Reino é a Paz, prometida aos homens de boa vontade e aqui é simbolizada pelo ramo de oliveira. Por seu metal argente (prata), os dois ramos simbolizam: inocência, a castidade, a pureza e a eloqüência, virtudes essenciais num bispo. O campo de argente (prata) tem o significado deste esmalte, já descrito acima, e o campo de goles simboliza: o fogo da caridade inflamada no coração do bispo, bem como valor e socorro aos necessitados. As rosas simbolizam a Santíssima Virgem, a Rosa Mística, que sob a invocação de Mãe de Deus, é a Padroeira da Arquidiocese de Porto Alegre, sendo em três, as rosas têm significado especial: A de goles (vermelha) traduz que Maria é a Filha do Pai Eterno; a de argente (prata), que é a Esposa do Espírito Santo; e a rosa intercambada, que é Mãe do Filho Redentor. Maria, em todas as lutas pela Paz de Cristo no Reino de Cristo, é vida, doçura e esperança nossa. O presente escudo é, pois, segundo as regras heráldicas, uma síntese de altos conceitos de teologia e de programa pastoral. O lema também faz referência a ao mandato de Jesus: Enviou-me a evangelizar". O escudo não é histórico, de família, mas simbólico e programático; denotando uma estreita conexão ideológica entre o lema e a representação gráfica; pois realmente, a obra de evangelização tem por objetivo a propagação do Reino de Cristo sobre a terra.

## Títulos e condecorações
No dia 1 de dezembro de 1981, recebeu o título Doutor Honoris Causa, pela PUCRS. No dia 10 de dezembro do mesmo ano, recebeu a condecoração de Ponche Verde, no grau de Grã-Cruz, conferida pelo governo do estado do Rio Grande do Sul. Em 15 de dezembro de 1981, recebe homenagens da Câmara Municipal de Porto Alegre e da Assembleia Legislativa. Em 1 de janeiro de 1982, assume como provedor da Santa Casa de Misericórdia de Porto Alegre.

## Bênção de casamento
Em 21 de maio de 1955, Dom Vicente Scherer abençoou o casal João Goulart e Maria Thereza Fontella no casamento deles.

## Memorial Dom Vicente Scherer

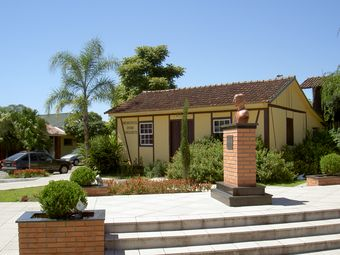
Memorial Dom Vicente Scherer em Bom Princípio.

No dia 5 de fevereiro de 2003, durante as celebrações do Centenário de Nascimento do Cardeal Arcebispo de Porto Alegre, foi inaugurado em sua cidade natal, Bom Princípio, um largo com o busto de Dom Vicente e o Memorial que é uma réplica da casa onde nasceu em 1903.

## Ordenações

### Ordenações presbíteros
1. Jacó Roberto Hilgert (1952)
2. Clóvis Frainer, O.F.M.Cap. † (1955)
3. Remídio José Bohn † (1975)

### Ordenações episcopais
Dom Vicente Scherer ordenou os seguintes bispos:
1. João Cláudio Colling (1950, na Catedral Metropolitana de Porto Alegre)
2. Luís Victor Sartori (1952, na Catedral Metropolitana de Porto Alegre)
3. Luís Filipe de Nadal (1955, na Catedral Metropolitana de Porto Alegre)
4. Alonso Silveira de Mello, S.J. (1955, na Catedral Metropolitana de Porto Alegre)
5. Edmundo Luís Kunz (1955, na Catedral Metropolitana de Porto Alegre)
6. Augusto Petró (1958, na Paróquia Sagrada Família, em Porto Alegre)
7. Alberto Frederico Etges (1959, na Catedral Metropolitana de Porto Alegre)
8. Aloísio Lorscheider, O.F.M. (1962, na Catedral Metropolitana de Porto Alegre)
9. José Ivo Lorscheiter (1966, na Catedral Metropolitana de Porto Alegre)
10. Érico Ferrari (1971, na Catedral de Santa Maria)
11. Frederico Didonet (1971, em Rio Grande)
12. Henrique Froehlich, S.J. (1974, na Catedral de Santa Cruz do Sul)
13. Urbano José Allgayer (1974, na Catedral Metropolitana de Porto Alegre)
14. Jacó Roberto Hilgert (1976, em Camaquã)
15. Aloísio Sinésio Bohn (1977, na Capela do Seminário Maior Nossa Senhora da Conceição, em Viamão)

Dom Vicente foi coordenante na ordenação episcopal dos seguintes bispos:
1. Antônio do Carmo Cheuiche, O.C.D.
2. Domingos Gabriel Wisniewski, C.M.
3. Romeu Brigenti
4. Ângelo Domingos Salvador, O.F.M.Cap.
5. Carlos José Boaventura Kloppenburg, O.F.M.
6. Aloísio Roque Oppermann, S.C.J.
7. José Mário Stroeher
8. Thadeu Gomes Canellas
9. Adélio Tomasin, PSDP
10. Dadeus Grings

## Referência bibliográfica
- LORENZATTO, Antônio Domingos. O Cardeal Gaúcho. Porto Alegre: EST; Suliani Letra e Vida, 2008, 95p.
- MOESCH, Eduardo Pretto. Dom Vicente Scherer: a voz de um pastor. Porto Alegre: Padre Reus, 2007, 300p.
- PIZZATO, Edy Job. Dom Vicente Cardeal Scherer no seu tempo. Porto Alegre: EST, 2005, 254p.